# Burni Uning (berg i Indonesien, lat 4,67, long 97,42)
Burni Uning är ett berg i Indonesien.   Det ligger i provinsen Aceh, i den västra delen av landet, 1 600 km nordväst om huvudstaden Jakarta. Toppen på Burni Uning är 1 191 meter över havet.
Terrängen runt Burni Uning är kuperad norrut, men söderut är den bergig.  Trakten runt Burni Uning är nära nog obefolkad, med mindre än två invånare per kvadratkilometer. Det finns inga samhällen i närheten. I omgivningarna runt Burni Uning växer i huvudsak städsegrön lövskog.